# Białka niepełnowartościowe
Białka niepełnowartościowe (niedoborowe) – białka pochodzenia roślinnego, które zawierają mało lub nie zawierają wcale aminokwasów egzogennych (w przeciwieństwie do białek pełnowartościowych, doborowych). Białka takie występują m.in. w nasionach roślin strączkowych, zbożach i orzechach. Mogą stanowić wystarczające źródło białka w diecie (np. wegańskiej), pod warunkiem spożywania różnych rodzajów takich białek, dzięki czemu dostarcza się wszystkich rodzajów aminokwasów egzogennych na zasadzie komplementacji.